# شینو کونیساوا
شینو کونیساوا (انگلیسی: Shino Kunisawa؛ زادهٔ ۲۷ آوریل ۱۹۹۱) بازیکن فوتبال اهل ژاپن است.